# Sisak

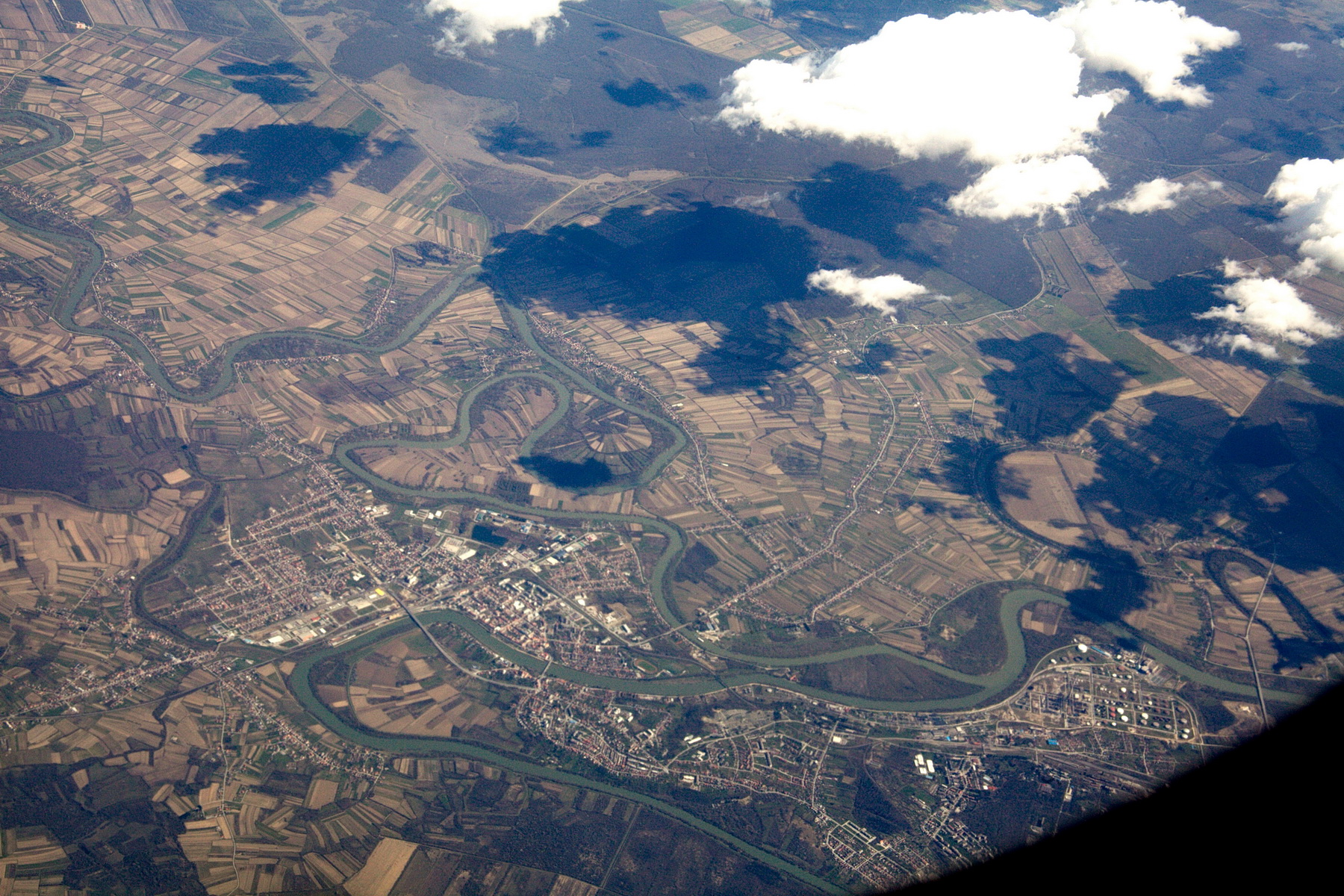
Vista aèria de Sisak amb els rius Sava (part superior), Kupa (part inferior) i Odra (marge inferior esquerra)

Sisak (alemany: Sissek, hongarès: Sziszek, italià: Sisek, turc Siska) és una ciutat al centre de Croàcia. Tenia una població de 52.236 l'any 2001 i és el centre administratiu de comtat Sisak-Moslavina. Està situat en la confluència dels rius de Kupa, Sava i l'Odra, 57 km al sud-est de la capital de Croàcia, Zagreb.

## Geografia
Es considera normalment que Sisak és on comença el Posavina (riu Sava), amb una elevació de 99 m.
Sisak és el port fluvial més gran de Croàcia i un centre d'indústria naviliera (Dunavski Lloyd). Sisak és a la carretera principal Zagreb-Sisak-Petrinja (M12.2) i el ferrocarril Zagreb-Sisak-Sunja.

## Història
La llarga història de vida urbana (al voltant de 2.500 anys) així com la posició extremadament favorable a la confluència de tres rius, (el Sava, el Kupa i l'Odra), ha fet que Sisak fos una ciutat important en la història de Croàcia. Fou fundada al segle iv aC pels escordiscs, una població d'origen celta, establerta a la zona, i que es van barrejar amb els il·liris. Va passar a Roma portant el nom de Síscia o Segestica. Durant l'Imperi Romà, el cristià Quirinus va ser martiritzat i mort a la població, que en aquella època es coneixia com a Siscia; avui és el sant patró de Sisak. Va caure en mans dels ostrogots, després dels àvars i després dels eslaus, per acabar en mans dels hongaresos (amb el nom de Sziszek) i va restar en mans d'Hongria i després dels Habsburg.
Al segle xvi Sisak estava en la darrera línia de defensa dels Habsburg al riu Kupa i entre 1544 i 1550 es va fortificar. En subsisteix encara una fortalesa triangular. El juliol de 1591 el beglerbegi de Bòsnia Hasan Pasha Predojević la va atacar i assetjar però no li va reeixir; el 1592 va retornar i va ocupar la zona nord-oest de Bòsnia amb Bihac i la fortalesa de Petrinja (Yeni Hisar) propera a Sisak que fou assetjada altre cop (juliol de 1592); no la va poder ocupar i va assolar la rodalia. El 1593 va retornar amb 25.000 homes i va reprendre el setge (15 de juny de 1593) que va acabar amb la batalla de Sisak el 22 de juny en la qual els otomans van patir una greu derrota i la major part van morir en el combat o ofegats en la retirada (com el mateix Hasan Pasha) i només 2.5000 van poder arribar a llocs segurs. Fou l'inici d'una guerra entre els otomans i els imperials que va durar fins al 1606 amb el tractat de pau de Zsitvatörök. Tot i que la reacció per la batalla i la victòria europea (la primera important sobre els turcs) fou enorme, només dos mesos després els otomans manats pel beglerbegi de Grècia i Tràcia Hasan, conquerien Sisak (24 d'agost de 1593); no obstant davant de l'avanç dels europeus la van evacuar a la tardor del 1594.
El 1918 va quedar dins el regne dels Serbis, Croats i Eslovens que des de 1929 fou el regne de Iugoslàvia. A la Segona Guerra Mundial va quedar dins l'estat de Croàcia. Durant la Segona Guerra Mundial, a Sisak hi havia un camp de concentració de nens que formava part del complex del Camp de concentració de Jasenovac on van morir un gran nombre de serbis, gitanos, i jueus entre d'altres. Al final de la guerra va quedar dins la república federal socialista de Croàcia, part de la Iugoslàvia socialista fins a la independència de Croàcia. El 1991 els serbis es van apoderar de la regió al sud de la ciutat; el 1995 les tropes croates van recuperar el territori.

## Llocs importants
Una fortalesa triangular del segle xvi a la Ciutat Vella, ben conservada i convertida en el Museu Natiu, és la destinació principal de tots els turistes. La fortalesa és famosa per la victòria del Croats sobre els turcs el 1593. Va ser la primera derrota significativa de l'exèrcit turc, invencible en la seva pujada cap amunt en territori europeu. El palau Barroc de Mali Kaptol, el classicista Veliki Kaptol, el maó Stari most (Pont Vell) sobre el Kupa, i el parc etnològic són els llocs també visitats.

## Divers
Les ocupacions principals estan a l'agricultura, metal·lúrgia del ferro (fàbriques d'acer), productes químics, pell (calçat), teixits i plantes de processament alimentari (productes làctics, begudes alcohòliques), material de construcció, refineria de cru.
La ciutat ofereix la facultat d'Universitat Metal·lúrgia i la de Nàutica dependents de la Universitat de Zagreb.
Sisak té moltes fonts minerals riques (balnearis) amb propietats curatives. L'aigua surt a una temperatura de 42 a 54 °C.
Els esports i les instal·lacions recreatives inclouen una platja pública en el Kupa. Tots els rius (Kupa, Odra, Sava) ofereixen oportunitats de pesca. A la vora hi trobem terres de cacera a les regions de Turopolje i Posavina. Sisak és el punt de partida per a visites de turisme al parc de natura Lonjsko Polje (parc del riu Lonja).